# Jef Scherens

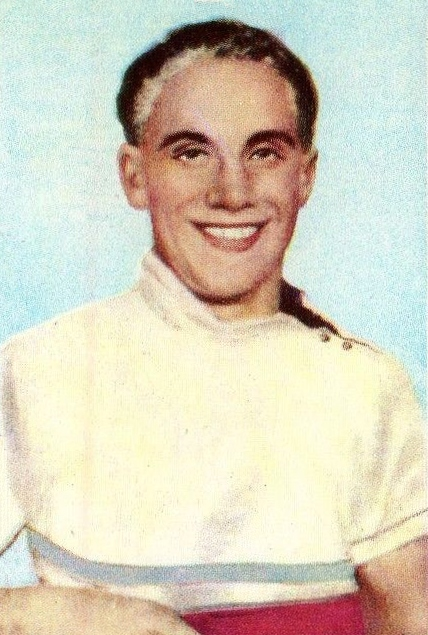
Jef Scherens.

Josef "Jef" Scherens, född 17 februari 1909 i Werchter, död 9 augusti 1986 i Leuven, var belgisk professionell tävlingscyklist. Han vann världsmästerskapet i sprint sex år i följd (1932–1937).
Scherens började som simmare men övergick 1927 till cykelsporten. Han debuterade 1928 som landsvägscyklist och året därpå som banryttare. Efter sex segrar blev han vid världsmästerskapet 1938 tvåa efter nederländaren Arie van Vliet. Bland Scherens övriga segrar märks Paris Grand Prix 1932, 1933 och 1937. Scherens, som var liten till växten och hade en lätt kropp, hade en oerhört snabb spurt och anses ha varit den dittills snabbaste banryttaren på de sista 50 meterna. Han företog före kriget många av sina tävlingsresor i egen flygmaskin. Han blev 1947 sprintervärldsmästare och vann därmed sitt sjunde världsmästerskap, det största antal världsmästerskap en cyklist dittills hemfört (det tangerades av Antonio Maspes 1964 och slogs av Koichi Nakano som vann tio år i rad 1977–1986). Han höll dessförinnan tillsammans med dansken Thorvald Ellegaard rekordet med sex titlar. I världsmästerskapet 1948 var han förhindrad att starta på grund av en svår kullkörning några dagar före tävlingen.